# Le Breuil-sous-Argenton
Le Breuil-sous-Argenton foi uma comuna francesa na região administrativa da Nova Aquitânia, no departamento de Deux-Sèvres. Estendia-se por uma área de 19,55 km². Em 2010 a comuna tinha 439 habitantes (densidade: 22,5 hab./km²).
Em 1 de janeiro de 2016, passou a formar parte da comuna de Argentonnay.